# Turecko na Letních olympijských hrách 1968
Turecko se účastnilo Letní olympiády 1968 v Mexiku. Zastupovalo ho 29 mužů ve 4 sportech.

## Medailisté
| Medaile | Jméno         | Sport | Soutěž                   |
| ------- | ------------- | ----- | ------------------------ |
| Zlato   | Mahmut Atalay | Zápas | muži volný styl do 78 kg |
| Zlato   | Ahmet Ayık    | Zápas | muži volný styl do 97 kg |